# Episodi de I misteri di Murdoch (diciottesima stagione)
La diciottesima stagione della serie televisiva I misteri di Murdoch, costituita da 22 episodi, è trasmessa in anteprima in Canada dalla CBC a partire dal 30 settembre 2024.
La stagione è inedita in Italia.
| nº | Titolo originale                                                   | Titolo italiano | Prima TV USA      | Prima TV Italia |
| -- | ------------------------------------------------------------------ | --------------- | ----------------- | --------------- |
| 1  | The New Recruit                                                    |                 | 30 settembre 2024 |                 |
| 2  | Only Murdoch in the Building                                       |                 | 7 ottobre 2024    |                 |
| 3  | What the Dickens?!                                                 |                 | 14 ottobre 2024   |                 |
| 4  | Gimme Shelter                                                      |                 | 21 ottobre 2024   |                 |
| 5  | A Starlet is Born                                                  |                 | 4 novembre 2024   |                 |
| 6  | The Murdoch Link                                                   |                 | 11 novembre 2024  |                 |
| 7  | Measure of My Dreams                                               |                 | 18 novembre 2024  |                 |
| 8  | Welcome to Paradise                                                |                 | 6 gennaio 2025    |                 |
| 9  | When Rubber Meets the Road                                         |                 | 13 gennaio 2025   |                 |
| 10 | The Men Who Sold the World                                         |                 | 20 gennaio 2025   |                 |
| 11 | Bombshells                                                         |                 | 27 gennaio 2025   |                 |
| 12 | Star of Mandalay                                                   |                 | 3 febbraio 2025   |                 |
| 13 | The Wrong Man                                                      |                 | 10 febbraio 2025  |                 |
| 14 | A Murder Most Convenient                                           |                 | 13 febbraio 2025  |                 |
| 15 | When Irish Eyes are Lying                                          |                 | 24 febbraio 2025  |                 |
| 16 | Shakespeare's Beard                                                |                 | 3 marzo 2025      |                 |
| 17 | The Death of James Pendrick                                        |                 | 10 marzo 2025     |                 |
| 18 | The Incredible Astonishing Adventures of Constable George Crabtree |                 | 17 marzo 2025     |                 |
| 19 | Heir of the Dog                                                    |                 | 24 marzo 2025     |                 |
| 20 | Going Postal                                                       |                 | 31 marzo 2025     |                 |
| 21 | The Body Electric                                                  |                 | 7 aprile 2025     |                 |
| 22 | We Take Care of Our Own                                            |                 | 14 aprile 2025    |                 |